# غلوريا أي
غلوريا أي (بالصينية: 艾诚) هي موزعة ‏ وسيدة أعمال صينية، ولدت في 15 فبراير 1987 في جبل هوانغشان في الصين.